# ПАНХ (авиакомпания)
ООО «Авиационная компания „ПАНХ“» — российская авиационная компания, которая ранее базировалась в Улан-Удэ и выполняла чартерные и регулярные пассажирские и грузовые перевозки. Основана в 2009 году, прекратила работу в 2015 из-за финансовых проблем.

## История
- 2009 — С момента основания авиационная компания «ПАНХ» выполняет работы по обнаружению, ликвидации пожаров и охране лесов, по обучению десантников-пожарных, санитарные перевозки по труднодоступным населённым пунктам, аэрофотосъёмки.
- 2013 (февраль) — В Бурятию прибыли новые самолеты Cessna.[1][2]
- 2013 (февраль) — Совместно с авиакомпанией «Бурятские авиалинии» возобновлены рейсы в Иркутск, Кырен, Оку, Багдарин, Таксимо, Курумкан, Баргузин.
- 2013 (июнь) — Авиационная компания «ПАНХ» выходит на иркутский рынок перевозок, добавив в географию полетов Казачинск.[3][4]
- 2013 (август) — Открытие полетов на Читу и Краснокаменск, а с 19 августа через Иркутск в Усть-Илимск.
- 2016 (май) — авиакомпания «ПАНХ» прекратила полеты по Бурятии и Иркутской области из-за «внутренних финансовых проблем». Причиной отказа перевозчика от работы в Иркутской области послужило прекращение Государственной транспортной лизинговой компанией (ГТЛК) действия договоров лизинга пяти самолетов. Ведомство изъяло у перевозчика три самолета Cessna Grand Caravan 208B и два самолета L410 UVP E20.[5]

## Флот
Авиакомпания эксплуатирует воздушные суда следующих типов:
- Ан-2 — 12 шт, Л-410 — 2 шт, Cessna 208 — 3 шт.

## Маршрутная сеть
Рейсы авиакомпании с февраля 2013 г. по апрель 2016 г. происходили между аэропортами Республики Бурятия, Иркутской области и Забайкальского края. Рейсы были нерегулярны (расписание менялось ежемесячно).
Рейсы из г. Улан-Удэ
- Багдарин — Аэропорт «Багдарин»
- Баргузин
- Курумкан — Аэропорт «Курумкан»
- Иркутск — Аэропорт «Иркутск»
- Нижнеангарск — Аэропорт «Нижнеангарск»
- Орлик — Аэропорт «Орлик»
- Таксимо — Аэропорт «Таксимо»

Рейсы из г. Иркутск
- Улан-Удэ — Аэропорт «Байкал»
- Нижнеангарск
- Казачинское
- Усть-Илимск
- Нижнеудинск
- Железногорск-Илимский

В апреле-мае 2016 г. все рейсы прекращены.